# 東北フットサルリーグ
東北フットサルリーグ（とうほくフットサルリーグ）は、東北フットサル連盟が主催（東北サッカー協会後援）するフットサルリーグ。青森県、秋田県、岩手県、宮城県、山形県、福島県の6県のフットサルチームが参加する。（東北フットサルリーグの他、各地域のフットサルリーグを総称して地域リーグと呼ぶ。）GAViC（株式会社ロイヤル）、MIKASA（株式会社ミカサ）が協賛しており、リーグ名称は「GAViC東北フットサルリーグ」、通称「東北Fリーグ」となる。(2019シーズンまでは「SuperSports XEBIO 東北フットサルリーグ」という名称であった）

## カテゴリ
- 1部リーグ
- 2部リーグ
- 女子リーグ

## 大会方式
2023年1部リーグは、8チームによる総当たり1回戦のリーグ戦を行い勝ち点方式で順位が決定され、上位チームはFUTSAL地域チャンピオンズリーグに出場する。2部リーグは、16チームを南北各8チームに分けて総当たり1回戦のリーグ戦を行い、各地区上位2チームは1部昇格の予備入替戦（1部昇格プレーオフ）に進出、各地区下位 最低0～最大3チームが自動降格、最低0～最大1チームは2部入替戦（2部参入プレーオフ）に回る。（1部リーグは8チーム、2部リーグ南北各8チームを維持するよう昇降格チーム数が増減する）女子リーグは、7チームによる総当たり1回戦のリーグ戦を行い、上位チームは地域女子チャンピオンズリーグに出場する。
外国人選手の登録は最大3人で、試合への同時出場は2人まで。女子選手の男子リーグ出場も可能。

## 昇格・降格
2023シーズンは、1部8位は所属する2部南北のリーグに自動降格し、6位と7位は1部昇格プレーオフでの1部・2部入替戦にて負ければ降格となる。2部上位チームは1部昇格プレーオフに進出、2部南北リーグ各1位は南北統一順位決定戦に進出し勝てば1部昇格、負ければ1部7位との入替戦に回り勝利で1部昇格となる。2部南北リーグ各2位も南北統一順位決定戦に進出、勝てば1部6位との入替戦に回り勝利で1部昇格、南北統一順位決定戦で負ければ1部との入替戦はない。
2部南北各リーグ下位最低0～最大3チームが自動降格、最低0～最大1チームは2部入替戦（2部参入プレーオフ）に回る。入替戦対象チームは北東北（青森・秋田・岩手）3県の各リーグ代表チーム、もしくは南東北（宮城・山形・福島）3県の各リーグ代表チームによる2部参入戦の2位のチームとの入替戦となる。（1部2部昇降格による2部の来季チーム数により入替戦がなく残留の場合もある）各地区2部参入プレーオフ1位（～2位までの最大2チーム）は2部昇格となる。（2部南北リーグから降格するチーム数に幅があるのは1部と2部南北各リーグで昇降格するチーム数によるため）

女子リーグは1部のみ、また下位リーグがないため昇降格はない。

## 2022シーズン所属クラブ

### 1部リーグ
2022シーズンは9クラブ
- Itatica八戸（青森県八戸市）

- MICALO SENDAI（宮城県仙台市）
- ULTIMO（宮城県仙台市）
- malva山形fc（山形県天童市）
- 東北大学フットサル部 D-GUCCI（宮城県仙台市）
- volviendo郡山（福島県郡山市）
- ヴォスクオーレ仙台サテライト（宮城県仙台市）
- mc verdadeiro（宮城県仙台市）
- PIETRA AKITA（秋田県秋田市）

（昨シーズン所属のRYDEEN FCはリーグより脱退）

### 2部リーグ
2022シーズンは14クラブ

#### 2部北リーグ
- ヴィヴァーレ一関（岩手県一関市）
- CROSS COLOURS（岩手県盛岡市）
- ステラミーゴいわて花巻／AMV（岩手県花巻市）
- VIENTO morioka（岩手県盛岡市）
- ベスティア盛岡（岩手県盛岡市）
- GERANT（秋田県秋田市）
- JUMFIO盛岡（岩手県盛岡市）

#### 2部南リーグ
- かちかち山（福島県郡山市）
- ASPIRATION（宮城県仙台市）
- アトレチコ郡山（福島県郡山市）
- VALIENTE SAKATA（山形県酒田市）
- BOAVISTA FUTSAL（福島県郡山市）
- FC REGA（福島県郡山市）
- Rejenga Futsal Club（宮城県仙台市）

### 女子リーグ
2022シーズンは7クラブ
- Meu Shoji（宮城県）
- FURiA ROJA（福島県）
- VICTINA（秋田県）
- Vigor（岩手県）
- ナカスポ（青森県）
- Grossular（岩手県）
- FC CRAVO（宮城県）

## 2021シーズン所属クラブ

### 1部リーグ
2021シーズンは10クラブ
- Itatica八戸（青森県八戸市）

- MICALO SENDAI（宮城県仙台市）
- ULTIMO（宮城県仙台市）
- malva山形fc（山形県天童市）
- 東北大学フットサル部 D-GUCCI（宮城県仙台市）
- volviendo郡山（福島県郡山市）
- ヴォスクオーレ仙台ゼクサヴァイン（宮城県仙台市）
- mc verdadeiro（宮城県仙台市）
- PIETRA AKITA（秋田県秋田市）
- RYDEEN FC（岩手県北上市）

### 2部リーグ
2021シーズンは14クラブ

#### 2部北リーグ
- ヴィヴァーレ一関（岩手県一関市）
- CROSS COLOURS（岩手県盛岡市）
- ステラミーゴいわて花巻／AMV（岩手県花巻市）
- VIENTO morioka（岩手県盛岡市）
- ベスティア盛岡（岩手県盛岡市）
- GERANT（秋田県秋田市）
- JUMFIO盛岡（岩手県盛岡市）

#### 2部南リーグ
- かちかち山（福島県郡山市）
- ASPIRATION（宮城県仙台市）
- アトレチコ郡山（福島県郡山市）
- VALIENTE SAKATA（山形県酒田市）
- BOAVISTA FUTSAL（福島県郡山市）
- FC REGA（福島県郡山市）
- Rejenga Futsal Club（宮城県仙台市）

（コロナの影響により男子1部リーグ、2部南北リーグ共に昇降格凍結）

### 女子リーグ
2021シーズンは3クラブ
- Meu Shoji（宮城県）
- FURiA ROJA（福島県）
- ボンサジェス（青森県）

## 2020シーズン所属予定だったクラブ（リーグ開催中止）

### 1部リーグ
2020シーズンは10クラブ
- Itatica八戸（青森県八戸市）

- MICALO SENDAI（宮城県仙台市）
- ULTIMO（宮城県仙台市）
- malva山形fc（山形県天童市）
- 東北大学フットサル部 D-GUCCI（宮城県仙台市）
- volviendo郡山（福島県郡山市）
- ヴォスクオーレ仙台サテライト（宮城県仙台市）
- mc verdadeiro（宮城県仙台市）
- PIETRA AKITA（秋田県秋田市）
- RYDEEN FC（岩手県北上市）

### 2部リーグ
2020シーズンは12クラブ
- かちかち山（福島県郡山市）
- ヴィヴァーレ一関（岩手県一関市）
- CROSS COLOURS（岩手県盛岡市）
- チームAT（福島県会津若松市）
- ASPIRATION（宮城県仙台市）
- ステラミーゴいわて花巻／AMV（岩手県花巻市）
- VIENTO morioka（岩手県盛岡市）
- アトレチコ郡山（福島県郡山市）
- ベスティア盛岡（岩手県盛岡市）
- VALIENTE SAKATA（山形県酒田市）
- ジェランジーニョ（秋田県秋田市）
- BOAVISTA FUTSAL（福島県郡山市）

### 女子リーグ
2020シーズンは4クラブ
- Meu Shoji（宮城県）
- FURiA ROJA（福島県）
- VICTINA（秋田県）
- Vigor（岩手県）

## 2019シーズン所属クラブ

### 1部リーグ
2019シーズンは10クラブ
- MICALO SENDAI（宮城県）
- malva山形fc（山形県）
- ヴォスクオーレ仙台サテライト（宮城県）
- 東北大学フットサル部 D-GUCCI（宮城県）
- ULTIMO（宮城県仙台市）
- Itatica八戸（青森県）
- ヴィヴァーレ一関（岩手県）
- volviendo郡山（福島県）
- CROSS COLOURS（岩手県）
- かちかち山（福島県）

### 2部リーグ
2019シーズンは11クラブ
- ステラミーゴいわて花巻／AMV（岩手県花巻市）
- RYDEEN FC（岩手県北上市）
- VIENTO morioka（岩手県盛岡市）
- アトレチコ郡山（福島県）
- PIETRA AKITA（秋田県秋田市）
- 仙台大学フットサル部（宮城県）
- Sabedoria（岩手県）
- ASPIRATION（宮城県仙台市）
- チームAT（福島県会津若松市）
- ベスティア盛岡（岩手県盛岡市）
- mc verdadeiro（宮城県）

### 女子リーグ
2019シーズンは5クラブ
- Meu Shoji（宮城県）
- FURiA ROJA（福島県）
- MESSE SENDAI LADIES（宮城県大崎市）
- VICTINA（秋田県）
- Vigor（岩手県）

## Fリーグに参入したクラブ
- ヴォスクオーレ仙台 - ディアボーイズ仙台からクオーレ仙台、更にヴォスクオーレ仙台に改称し2014シーズンよりFリーグ参入。現在はサテライトチームが在籍。

## かつてFリーグに在籍したクラブ
- ステラミーゴいわて花巻 -2007年度に開幕した日本フットサルリーグ（Fリーグ）に初年度より参戦。2011年12月、チームの経営状態がFリーグの要綱を遵守していないことから2011-2012シーズンをもってFリーグを退会した。2012年シーズンより東北フットサルリーグに参加。

## 東北各県リーグ
- 青森県フットサルリーグ
- 岩手県フットサルリーグ
- 秋田県フットサルリーグ
- 宮城県フットサルリーグ
- 山形県フットサルリーグ
- 福島県フットサルリーグ